# Plymouth Turismo
Plymouth Turismo – samochód sportowy klasy kompaktowej produkowany pod amerykańską marką Plymouth w latach 1981 – 1987.

## Historia i opis modelu

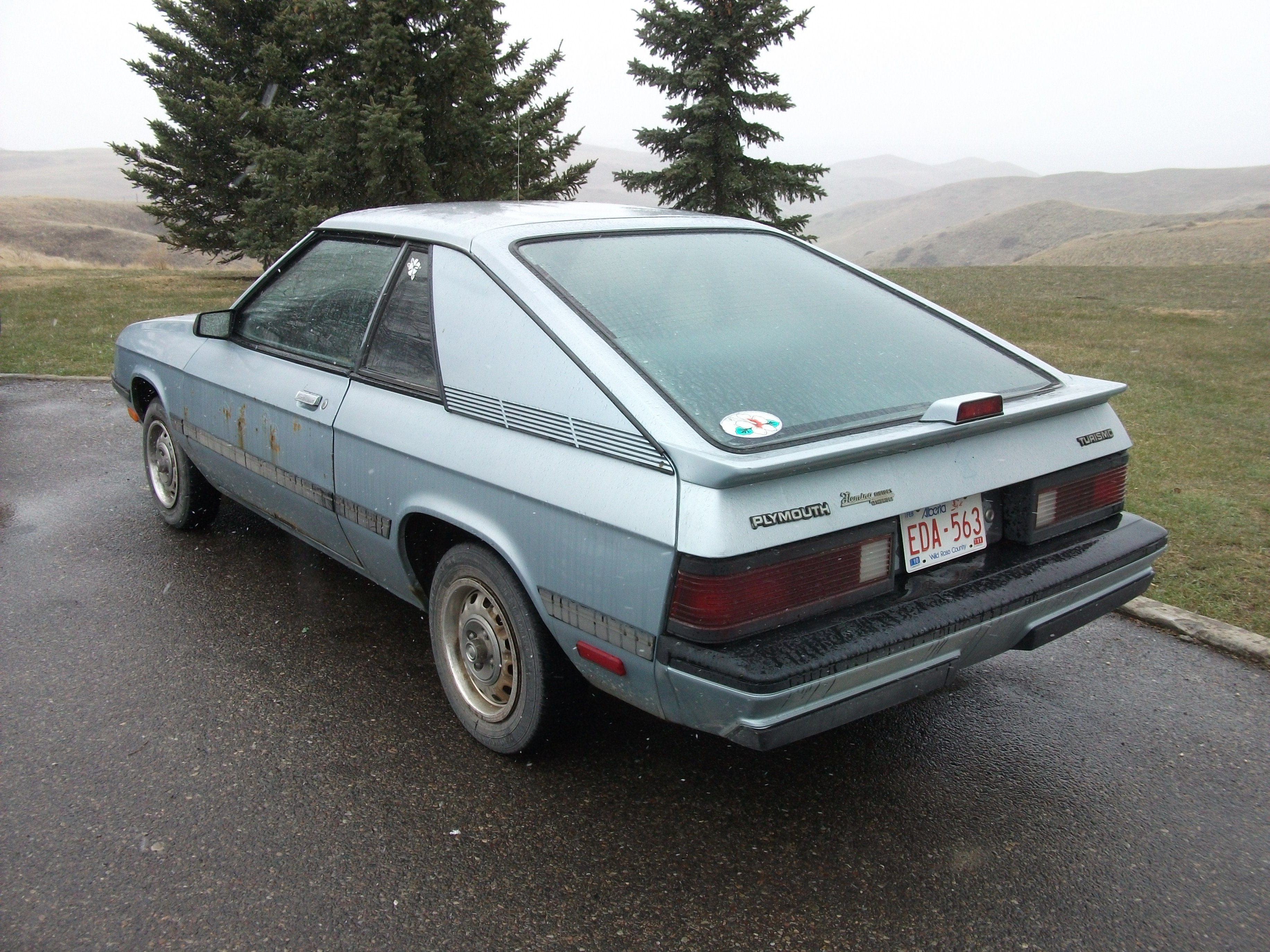
Plymouth Turismo – tył

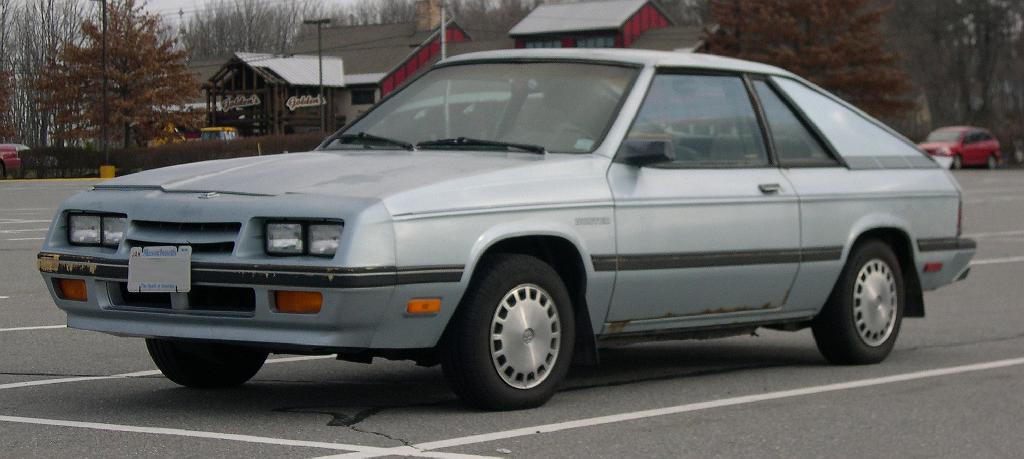
Plymouth Duster

W ramach przeprowadzonej w 1981 roku restylizacji, model TC3 zyskał nowy wygląd pasa przedniego i inną nazwę Turismo. Do napędu używano silników R4, także z turbodoładowaniem. Moc przenoszona była na oś przednią poprzez 3- lub 4-biegową automatyczną bądź 5-biegową manualną skrzynię biegów. Samochód został zastąpiony przez model Sundance.

### Plymouth Duster
W 1985 roku Plymouth przedstawił sportową odmianę różniącą się innymi nakładkami, dodatkowymi spojlerami, mocniejszymi jednostkami napędowymi i inną nazwą. Specjalnie dla tego wariantu producent przywrócił do użytku nazwę Duster.

### Silniki
- L4 1.7l
- L4 2.2l
- L4 2.2l Turbo

### Dane techniczne
- R4 2,2 l (2207 cm³), 2 zawory na cylinder, SOHC
- Układ zasilania: gaźnik
- Średnica cylindra × skok tłoka: 87,40 mm × 91,90 mm
- Stopień sprężania: 8,5:1
- Moc maksymalna: 85 KM (63 kW) przy 4800 obr./min
- Maksymalny moment obrotowy: 150 N•m przy 2800 obr./min
- Przyspieszenie 0-100 km/h: b/d
- Prędkość maksymalna: 150 km/h